# قلعه قلاع چهکند
قلعه قلاع چهکند مربوط به دوره سلجوقیان است و در شهرستان سربیشه، روستای چهکند واقع شده و این اثر در تاریخ ۲۳ شهریور ۱۳۸۲ با شمارهٔ ثبت ۱۰۱۹۵ به‌عنوان یکی از آثار ملی ایران به ثبت رسیده است.